# Daniel Arosenius (1803–1861)
Daniel Arosenius, född 25 februari 1803 i Västerås församling, Västmanlands län, död 15 april 1861 i Västervåla församling, Västmanlands län, var en svensk präst.

## Biografi
Daniel Arosenius föddes 1803 i Västerås församling. Han var son till kyrkoherden Daniel Arosenius i Söderbärke församling. Arosenius blev 1822 student vid Uppsala universitet och prästvigdes 3 juni 1826. Han blev därefter komministeradjunkt i Norrbärke församling. I september 1827 blev han huspredikant hos assessorn J. H. Didron och M. E. Didron i Uppland. Arosenius blev 12 juni 1829 rektor vid Arboga trivialskola och från 26 mars 1838 kyrkoherde i Lillhärads församling, tillträde 1839. Under hans tid som kyrkoherde i församlingen, nedbrann Lillhärads kyrka 1840. Han blev 1860 kyrkoherde i Västervåla församling. Arosenius avled 1861 i Västervåla församling.

### Familj
Arosenius gifte sig 29 juni 1830 med Sophia Ulrica Timm (född 1805). Hon var dotter till brukspatronen A. Timm och Lovisa Ulrica Nettelblad. De fick tillsammans barnen kyrkoherden Daniel Bernhard Arosenius (född 1831) i Nås församling, Sophia Gabriella Catharina Arosenius (född 1835), komministern Pehr Axel Arosenius (född 1838) i Leksands församling, ingenjören Henrik Arosenius (1841–1901) och en dödfödd son.